# Aaveqaspis inesoni
Aaveqaspis inesoni ist die einzige Art aus der monotypischen Gattung Aaveqaspis mit unsicherer Stellung innerhalb der Gliederfüßer (Arthropoda). Auffällig an dieser Art sind die außergewöhnlich großen Randstacheln des Schwanzschildes.

## Merkmale
Der Körper von Aaveqaspis inesoni ist schmal oval und hat eine Länge von etwa 26 mm. Eine Achse ist nur schwach im Relief angedeutet, Axialfurchen fehlen vollständig. Auf dem Kopfschild, jedem Tergit und dem Schwanzschild befinden sich in der Mitte der Achse kleine Knoten, die nach hinten gehend immer größer werden.
Der Kopfschild ist halbrund mit kleinen Wangenstacheln und besitzt keine dorsalen Augen. Der hintere Teil der Achse steht leicht über dem 1. Tergit. Der Thorax ist parallelseitig und besteht aus 5 freien, sich überlappenden, in dorsaler Ansicht stark gebogenen, etwa jeweils 1,6 mm langen Tergiten, die seitlich in Stacheln enden. Der Schwanzschild besteht aus 2 Paar Stacheln, wobei die segmentalen Randstacheln, welche etwa 40 % der Körperlänge ausmachen, stark dominieren. Der vordere Teil des Schwanzschildes ist konvex und läuft seitlich in die Randstacheln aus.

## Etymologie
Der Gattungsname setzt sich zusammen aus dem grönländischen Wort Aaveq für Walross und dem griechischen Wort aspis für Schild. Dies soll auf die Ähnlichkeit der Randstacheln des Arthropoden mit den Stoßzähnen der Robbenart anspielen. Das Artepitheton inesoni wurde zu Ehren von Jon R. Ineson gewählt.

## Fundort
Man fand insgesamt 3 Exemplare der Art in der unterkambrischen Fossillagerstätte Sirius-Passet auf der Halbinsel Peary Land in Grönland. Der vollständig erhaltene Holotyp (MGUH 29,130) und die beiden Paratypen (MGUH 29,131 und MGUH 29,132), mit leichten Deformierungen auf der jeweils linken Seite, befinden sich nun im Geologischen Museum in Kopenhagen, Teil des Dänischen Nationalmuseums.

## Systematik
Die systematische Stellung innerhalb der Gliederfüßer ist noch nicht geklärt. Aaveqaspis inesoni ähnelt in der Form des Körpers Buenaspis forteyi Budd, 1999, welcher jedoch 6 anstatt 5 Tergite besitzt und keine terminalen Stacheln ausgebildet hat. Acanthomeridion serratum Hou, Chen & Lu, 1989 hat zwar ebenfalls Stacheln am Thorax und Schwanzschild, diese sind jedoch abgeflachter und es existiert ein Tergit ohne Stacheln. Auch mit Sinoburius lunaris Hou, Ramsköld & Bergström, 1991 besitzt A. inesoni Ähnlichkeiten, doch hat S. lunaris Ausbuchtungen für seitliche Augen, wovon es aber keine Anzeichen bei A. inesoni gibt.